# Fu Fu Dance
Fu Fu Dance è il terzo album del Gabibbo, pubblicato nel 1996.
Il brano che dà il titolo all'album è una parodia originata da un curioso gesto di Massimo D'Alema, immortalato dal programma televisivo Striscia la notizia.

## Tracce
1. Fu Fu Dance – 3:41
2. Un attimino – 4:10
3. La rumenta – 3:31
4. Gabibbo Family – 3:25
5. Le tasse – 3:14
6. Che goduria – 3:40
7. Viscido – 4:02
8. Alì 'ncontrario – 4:00
9. Hai capito cocorito – 3:08
10. Ma sei scemo!? – 3:56